# Sairé
Sairé is een gemeente in de Braziliaanse deelstaat Pernambuco. De gemeente telt 14.194 inwoners (schatting 2009).
De gemeente grenst aan Bezerros, Bonito, Barra de Guabiraba, Gravatá en Camocim de São Félix.